# Pingkuk (Jatiroto)
Pingkuk is een bestuurslaag in het regentschap Wonogiri van de provincie Midden-Java, Indonesië. Pingkuk telt 2066 inwoners (volkstelling 2010).